# زیردریایی زرد (آلبوم)
زیردریایی زرد دهمین آلبوم منتشر شده گروه راک انگلیسی بیتلز است که در سال ۱۹۶۹ (میلادی) با برچسب اپل رکوردز منتشر شد. این آلبوم، موسیقی متن فیلم پویانمایی به همین نام است که هفت ماه زودتر در انگلیس به روی صحنه رفته بود.